# کونستاریال

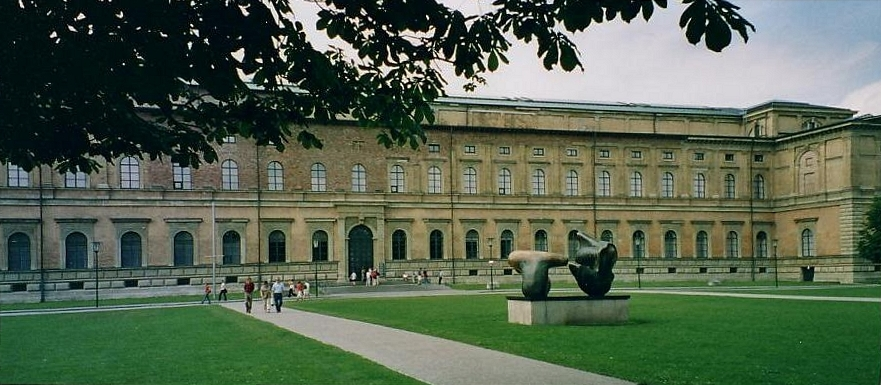
آلته پیناکوتک.

کونستاریال (به آلمانی: Kunstareal) بخش موزه‌ای مرکز شهر مونیخ آلمان است. این منطقه شامل نگارخانه‌های پیناکوتکن (آلته پیناکوتک، نیو پیناکوتک و پیناکوتک مدرن) است. سابقه موزه‌های این منطقه به ۱۸۱۶ و برآمدن گلیپتوتک برمی‌گردد و با ساخته شدن موزه مصری در ۲۰۱۲ و توسعه لنباخ‌هاوس در ۲۰۱۳ تکمیل شده است.